# Henri Cordier (Caillebotte)
Het portret van Henri Cordier is een schilderij van Gustave Caillebotte uit 1883. Cordier (1849 - 1925) was een Franse historicus, etnograaf en oriëntalist. Sinds 1986 maakt het werk deel uit van de collectie van het Musée d'Orsay in Parijs.

## Henri Cordier
Cordier werd geboren in New Orleans, maar ging al in 1852 met zijn familie naar Frankrijk. Hij genoot zijn opleiding in Parijs en Engeland. In 1869 vertrok hij naar Shanghai waar hij voor een Engelse bank werkte en later voor de Royal Asiatic Society. Hier begon zijn wetenschappelijke carrière, die uiteindelijk tot meer dan duizend werken zou leiden. Na zeven jaar keerde hij terug naar Frankrijk. In Parijs werkte hij tot zijn dood als hoogleraar aan een aantal instituten waaronder het prestigieuze Institut national des langues et civilisations orientales. Hij gold als een autoriteit in de sinologie.

## Voorstelling
Omdat Caillebotte uit een gegoede familie kwam, hoefde hij niet van de schilderkunst te leven. Hij nam dan ook nooit opdrachten aan en schilderde alleen portretten van vrienden. Behalve dit portret van Cordier is er overigens weinig bekend over de vriendschap tussen beide mannen. Het is een van de weinige werken van de kunstenaar die hij weggegeven heeft (aan Cordier).
Caillebotte schilderde Cordier in zijn studeervertrek aan de Rue de Rivoli terwijl hij geconcentreerd in een boek schrijft. Zijn houding komt daarbij wat ongemakkelijk over. Op de achtergrond zijn boeken, gebruikte ganzenveren, een lamp en andere decoratieve elementen te zien. De ongebruikelijke compositie, waarbij de geportretteerde rond zijn middel afgesneden wordt, verraadt de invloed van Degas. Diens Portret van Edmond Duranty uit 1879 laat een vergelijkbare opbouw zien.

## Herkomst
- tot 1926: in bezit van de weduwe van Henri Cordier.
- 1926: geschonken aan het Musée du Luxembourg.
- 1929: overgebracht naar het Louvre.
- 1947: overgebracht naar de Galerie nationale du Jeu de Paume.
- 1986: overgebracht naar het Musée d'Orsay.

## Afbeeldingen

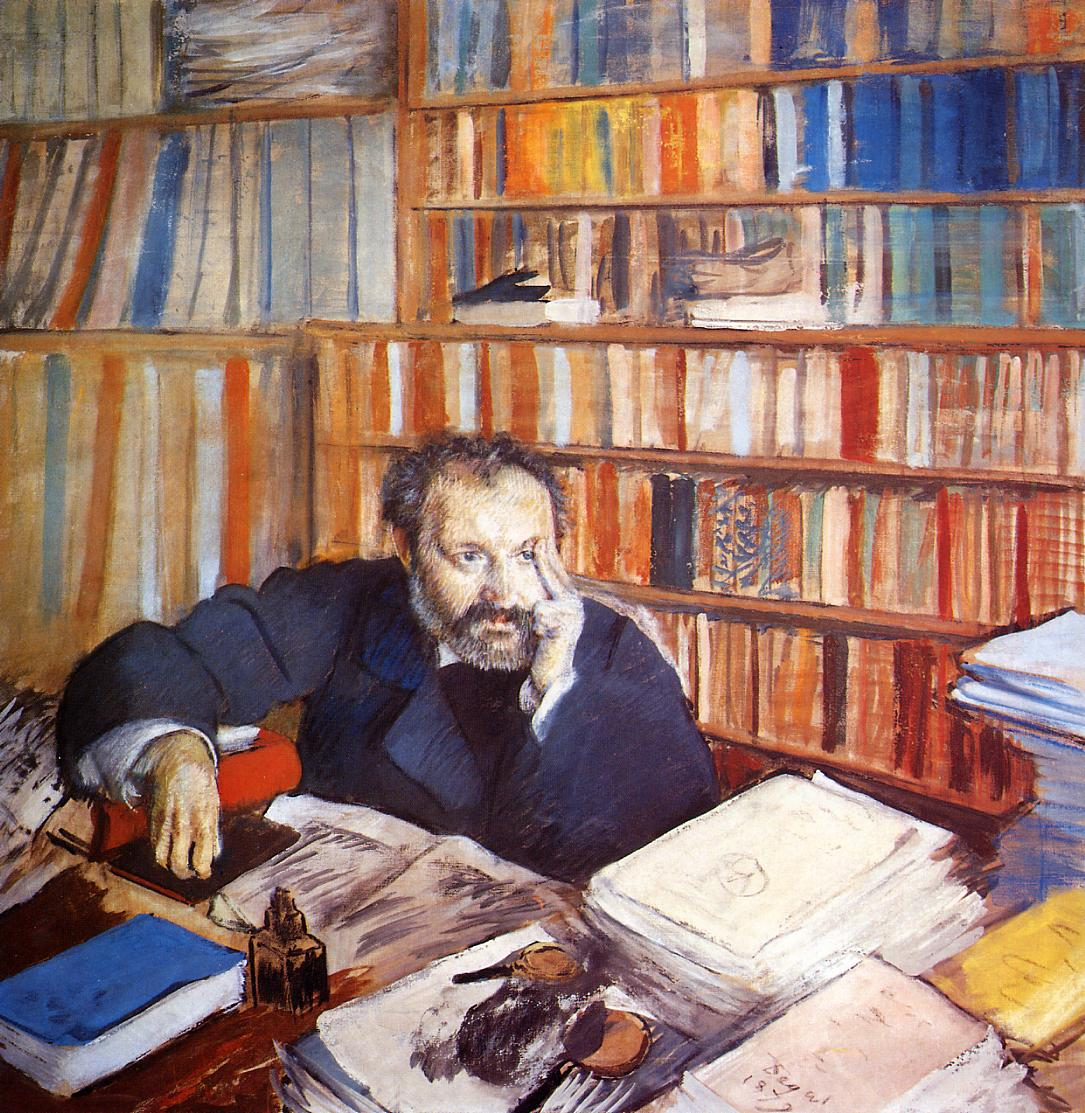
Portret van Edmond Duranty - Edgar Degas